# Atlas Universal de Fernão Vaz Dourado

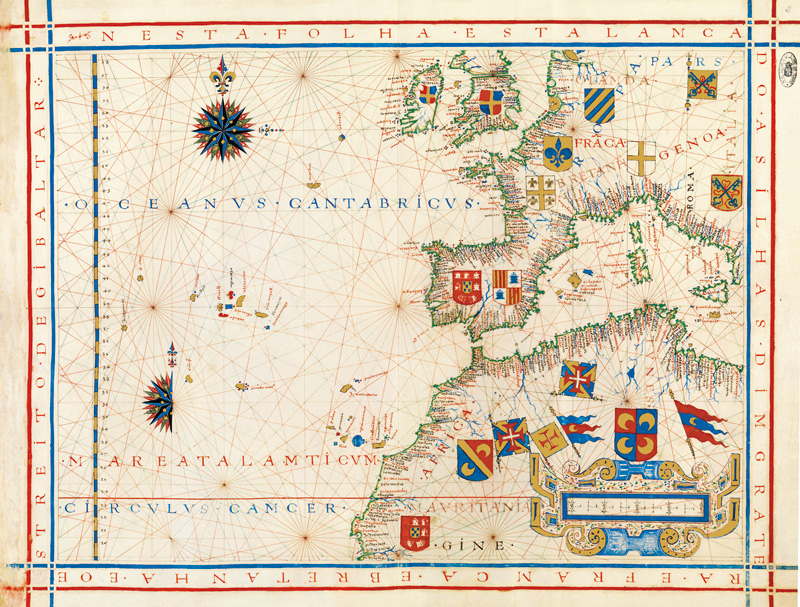
Atlas universal de Fernão Vaz Dourado, Europa

El Atlas universal de Fernão Vaz Dourado es un atlas dibujado en Portugal en 1571 y conservado en la Torre do Tombo, en Lisboa. Consta de 18 cartas de 53 x 41 cm.

## Descripción
De su autor, Fernão Vaz Dourado (c. 1520- c.1580), se conoce realmente poco. De su obra solo se conservan cinco atlas iluminados, con fechas comprendidas entre 1568 y 15801. Se sabe a ciencia cierta que dos de los atlas fueron dibujados en Goa, aunque otros dos probablemente también lo fueran. Pese a la falta de información sobre su vida, Dourado es considerado uno de los cartógrafos más importantes de su época. 
Las cartas de Vaz Dourado muestran importantes concomitancias con las  de otros cartógrafos de renombre, sobre todo con las de la última etapa de Lopo Homem, con los atlas de Diogo Homem (1561 y 1569) y de Sebastião Lopes (c. 1565), si bien también muestran influencias evidentes de la cartografía italiana y de la cartografía española.

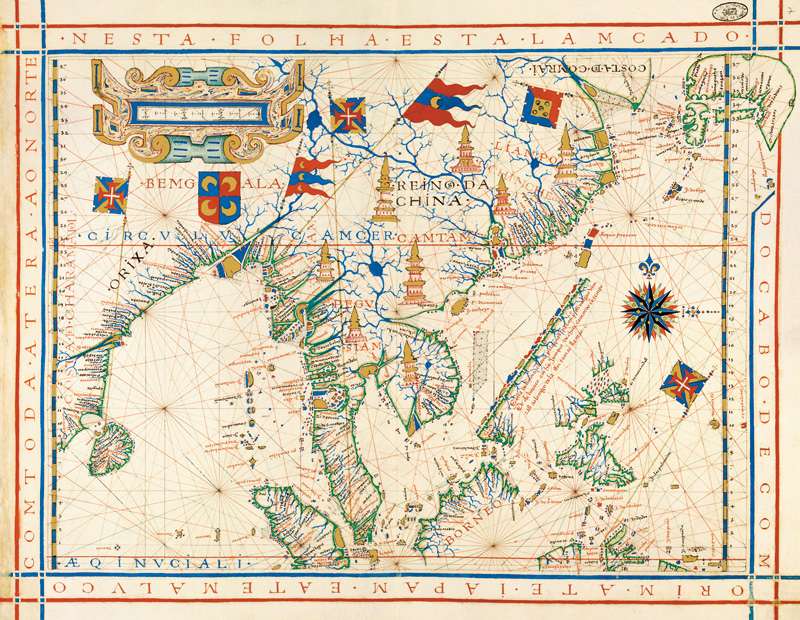
Atlas universal de Fernão Vaz Dourado, Asia

La producción de este atlas de colorido llamativo da la impresión de deber más a las reglas de la iluminación que a las de la cartografía destinada a ser empleada por los navegantes. Sus imágenes fueron difundidas rápidamente entre los cartógrafos Norte de Europa, como ocurrió con la inserta en la obra de Linschoten o la difundida en las ediciones de la obra de Ortelius. A partir de estas imágenes se elaboraron nuevas versiones por todo el mundo.
En 2012, el sello español M. Moleiro Editor publicó la primera y única reproducción facsímil del Atlas universal de Fernão Vaz Dourado, en una edición limitada a 987 ejemplares. La edición vino acompañada de un volumen de estudio a cargo de María Fernanda Alegría, Alexandra Curvelo, Sónia Domingos, Teresa Araújo y Ana Fialho.